# The Nolans
The Nolans foi um girl group de música pop irlandês-britânico que se formou em Blackpool em 1974 como Nolan Sisters, antes de mudar seu nome em 1980. De 1979 a 1982, o grupo teve uma série de sucessos, incluindo "I'm in the Mood for Dancing ", "Gotta Pull Myself Together", "Who's Gonna Rock You", "Attention to Me" e "Chemistry". Com 30 milhões de gravações vendidas, elas são um dos girl groups mais vendidos de todos os tempos. O grupo foi particularmente bem-sucedido no Japão, tornando-se o primeiro ato europeu a vencer o Festival de Música de Tóquio com a música "Sexy Music" em 1981, e ganharam um Japan Record Award (Tokubetsu Kikaku Shō) em 1991.

## Discografia
- 20 Giant Hits - 1978
- Nolan Sisters - 1979
- The Nolan Sisters - 1979
- Making Waves - 1980
- Sexy Music - 1981
- All About The Nolans - 1981
- Don't Love Me Too Hard - 1981
- Portrait - 1982
- Altogether - 1982
- Girls Just Wanna Have Fun - 1984
- Playback Part 2 - 1991
- Tidal Wave - 1991
- Rock And Rolling Idol - 1991
- Starbox - 1992
- Graduation  - 1992
- Hottest Place On Earth - 1992
- Lost Lonely Beaches - 1992
- Colorful Nolans - 1992
- New Music Pops In Japan - 1992
- New Best Hits And More - 1997
- The Nolans Sing Momoe Yamaguchi- 2004
- The Singles Collection - 2006
- I'm In The Mood For Dancing: The Nolans Best Hits Collection - 2007